# Saison 2020-2021 des Bruins de Boston
Autres saisons
Saison précédente Saison suivante
La saison 2020-2021 des Bruins de Boston est la 97e saison de hockey sur glace jouée par la franchise dans la Ligue nationale de hockey. Cette saison est particulière, à cause de la pandémie de la Covid-19, débute en janvier et se dispute sur un calendrier condensé de 56 matchs.

## Avant-saison

### Contexte
Habitués à se qualifier pour les Séries éliminatoires depuis la saison 2016-2017, les Bruins ont toujours pu compter sur un noyau de joueurs solides. Cette saison, ils enregistrent deux départs importants, Torey Krug et leur capitaine Zdeno Chára, leurs deux principaux défenseurs. Ils choisissent de ne pas les remplacer par le marché des transferts, mais par des espoirs formés au club. Ils confient donc plus de responsabilités aux jeunes Brandon Carlo, Matt Grzelcyk et Charlie McAvoy et intègrent Connor Clifton, Jeremy Lauzon et Jakub Zbořil au sein de leur effectif régulier.

### Mouvements d’effectifs

#### Transactions
| Date          | Acquisition des Bruins      | Partenaire d'échange | Acquisition du partenaire                                      |
| ------------- | --------------------------- | -------------------- | -------------------------------------------------------------- |
| 11 avril 2021 | Mike Reilly                 | Sénateurs d'Ottawa   | un choix de troisième tour au repêchage de 2022                |
| 12 avril 2021 | Taylor Hall et Curtis Lazar | Sabres de Buffalo    | Anders Bjork et un choix de deuxième tour au repêchage de 2021 |

#### Signatures d'agent libre
| Joueur        | Date            | Ancienne franchise        | Durée du contrat |
| ------------- | --------------- | ------------------------- | ---------------- |
| Craig Smith   | 10 octobre 2020 | Predators de Nashville    | 3 ans            |
| Greg McKegg   | 14 octobre 2020 | Rangers de New York       | 1 an             |
| Callum Booth  | 14 octobre 2020 | Hurricanes de la Caroline | 1 an             |
| Curtis Hall   | 1er mars 2021   | Bruins de Providence      | 3 ans            |
| Brady Lyle    | 19 avril 2021   | Bruins de Providence      | 2 ans            |
| Jesper Frödén | 14 juin 2021    | Skellefteå AIK            | 1 an             |

#### Départs d'agent libre
| Joueur             | Date             | Franchise suivante        |
| ------------------ | ---------------- | ------------------------- |
| Torey Krug         | 10 octobre 2020  | Blues de Saint-Louis      |
| Alexander Petrovic | 10 octobre 2020  | Flames de Calgary         |
| Maxime Lagacé      | 10 octobre 2020  | Penguins de Pittsburgh    |
| Joakim Nordström   | 19 octobre 2020  | Flames de Calgary         |
| Zdeno Chára        | 30 décembre 2020 | Capitals de Washington    |
| Brett Ritchie      | 17 janvier 2021  | Flames de Calgary         |
| Ryan Fitzgerald    | 18 janvier 2021  | Phantoms de Lehigh Valley |
| Steven Kampfer     | 5 juillet 2021   | Ak Bars Kazan             |

#### Prolongations de contrat
| Joueur           | Date             | Durée du contrat |
| ---------------- | ---------------- | ---------------- |
| Kevan Miller     | 9 octobre 2020   | 1 an             |
| Jakub Zboril     | 14 octobre 2020  | 2 ans            |
| Matt Grzelcyk    | 17 octobre 2020  | 4 ans            |
| Karson Kuhlman   | 20 octobre 2020  | 2 ans            |
| Zachary Senyshyn | 21 octobre 2020  | 1 an             |
| Jake DeBrusk     | 23 novembre 2020 | 2 ans            |
| Anton Blidh      | 17 juin 2021     | 1 an             |
| Trent Frederic   | 25 juin 2021     | 2 ans            |
| Cameron Hughes   | 7 juillet 2021   | 1 an             |
| Joona Koppanen   | 7 juillet 2021   | 1 an             |
| Brandon Carlo    | 14 juillet 2021  | 6 ans            |

#### Résiliations de contrat
| Joueur       | Date            |
| ------------ | --------------- |
| Pär Lindholm | 15 février 2021 |
| Pavel Shen   | 18 mai 2021     |

#### Réclamé au ballotage
| Joueur         | Date            | Ancienne franchise     |
| -------------- | --------------- | ---------------------- |
| Jarred Tinordi | 27 février 2021 | Predators de Nashville |

#### Retrait de la compétition
| Joueur       | Date            |
| ------------ | --------------- |
| Kevan Miller | 14 juillet 2021 |

### Joueurs repêchés
Les Bruins ne possèdent pas de choix de premier tour lors du repêchage de 2020 se déroulant virtuellement. La liste des joueurs repêchés en 2020 par les est la suivante :
| Tour | Choix | Nom                 | Poste         | Nationalité | Équipe précédente               |
| ---- | ----- | ------------------- | ------------- | ----------- | ------------------------------- |
| 2    | 58    | Mason Lohrei        | Défenseur     | Canada      | Gamblers de Green Bay (USHL)    |
| 3    | 89    | Trevor Kuntar       | Ailier gauche | Suède       | Eagles de Boston College (NCAA) |
| 5    | 151   | Mason Langenbrunner | Défenseur     | Russie      | Musketeers de Sioux City (USHL) |
| 6    | 182   | Riley Duran         | Centre        | Russie      | Académie Lawrence (USHS-Prep)   |

Les Bruins ont également cédé trois de leurs choix d'origine :
- le 27e, un choix de première tour aux Ducks d'Anaheim le 21 février 2020 en compagnie de David Backes et de Axel Andersson, en retour d' Ondřej Kaše[30].
- le 120e, un choix de quatrième tour aux Devils du New Jersey le 25 février 2019 en compagnie d'un choix de deuxième tour 2019, en retour de Marcus Johansson[31].
- le 213e, un choix de septième tour acquis par les Maple Leafs de Toronto lors d'un échange le 7 octobre 2020 en retour d'un choix de septième tour en 2021[32].

## Composition de l'équipe
L'équipe 2020-2021 des Bruins est entraînée au départ par Bruce Cassidy, assisté de Kevin Dean, Bob Essensa, Jay Pandolfo et Joe Sacco ; le directeur général de la franchise est Donald Sweeney.
Les joueurs utilisés depuis le début de la saison sont inscrits dans le tableau ci-dessous. Les buts des séances de tir de fusillade ne sont pas comptés dans ces statistiques. Certains des joueurs ont également joué des matchs avec l'équipe associée aux Bruins : les Bruins de Providence, franchise de la Ligue américaine de hockey.
En raison de la pandémie, la ligue met en place un encadrement élargis appelé Taxi-squad. Il s'agit de joueurs se tenant à disposition avec l'équipe prêt à remplacer un joueur qui serait tester positif à la COVID-19. Quatre parmi eux n'ont disputé aucune rencontre avec les Bruins, il s'agit de Callum Booth, de Paul Carey, de Pavel Shen et de Nick Wolf.
| No | Nationalité        | Joueur         | PJ | V  | D | DP | Min   | BC | BL | Moy  | %Arr | A | Pun | Commentaire |
| -- | ------------------ | -------------- | -- | -- | - | -- | ----- | -- | -- | ---- | ---- | - | --- | ----------- |
| 1  | États-Unis         | Jeremy Swayman | 10 | 7  | 3 | 0  | 602   | 15 | 2  | 1,50 | 94,5 | 0 | 0   |             |
| 40 | Finlande           | Tuukka Rask    | 24 | 15 | 5 | 2  | 1 396 | 53 | 2  | 2,28 | 91,3 | 2 | 0   |             |
| 41 | Slovaquie          | Jaroslav Halák | 19 | 9  | 6 | 4  | 1 090 | 46 | 2  | 2,53 | 90,5 | 0 | 0   |             |
| 80 | République tchèque | Daniel Vladař  | 5  | 2  | 2 | 1  | 300   | 17 | 0  | 3,40 | 88,6 | 0 | 0   |             |

| No | Nationalité        | Joueur           | PJ | B | A  | Pts | Pun | Commentaire                                          |
| -- | ------------------ | ---------------- | -- | - | -- | --- | --- | ---------------------------------------------------- |
| 6  | États-Unis         | Mike Reilly      | 15 | 0 | 8  | 8   | 4   | A commencé la saison avec les Sénateurs d'Ottawa     |
| 25 | États-Unis         | Brandon Carlo    | 27 | 3 | 1  | 4   | 12  |                                                      |
| 27 | États-Unis         | John Moore       | 5  | 0 | 2  | 2   | 2   |                                                      |
| 44 | États-Unis         | Steven Kampfer   | 20 | 2 | 3  | 5   | 4   |                                                      |
| 48 | États-Unis         | Matt Grzelcyk    | 37 | 5 | 15 | 20  | 22  |                                                      |
| 54 | États-Unis         | Jack Ahcan       | 3  | 0 | 0  | 0   | 0   |                                                      |
| 55 | Canada             | Jérémy Lauzon    | 41 | 1 | 7  | 8   | 40  |                                                      |
| 58 | Finlande           | Urho Vaakanainen | 9  | 0 | 2  | 2   | 2   |                                                      |
| 67 | République tchèque | Jakub Zboril     | 42 | 0 | 9  | 9   | 18  |                                                      |
| 73 | États-Unis         | Charlie McAvoy   | 51 | 5 | 25 | 30  | 38  |                                                      |
| 75 | États-Unis         | Connor Clifton   | 44 | 1 | 6  | 7   | 38  |                                                      |
| 84 | États-Unis         | Jarred Tinordi   | 14 | 0 | 1  | 1   | 7   | A commencé la saison avec les Predators de Nashville |
| 86 | États-Unis         | Kevan Miller     | 28 | 1 | 3  | 4   | 20  |                                                      |

| No | Nationalité        | Joueur           | Poste | PJ | B  | A  | Pts | Pun | Commentaire                                     |
| -- | ------------------ | ---------------- | ----- | -- | -- | -- | --- | --- | ----------------------------------------------- |
| 10 | États-Unis         | Anders Bjork     | AG    | 30 | 2  | 3  | 5   | 10  | A fini la saison avec les Sabres de Buffalo     |
| 11 | États-Unis         | Trent Frederic   | C     | 42 | 4  | 1  | 5   | 65  |                                                 |
| 12 | États-Unis         | Craig Smith      | AD    | 54 | 13 | 19 | 32  | 18  |                                                 |
| 13 | États-Unis         | Charlie Coyle    | C     | 51 | 6  | 10 | 16  | 20  |                                                 |
| 14 | États-Unis         | Chris Wagner     | AD    | 41 | 2  | 3  | 5   | 24  |                                                 |
| 18 | Canada             | Greg McKegg      | C     | 5  | 1  | 0  | 1   | 2   |                                                 |
| 19 | Canada             | Zachary Senyshyn | AD    | 8  | 0  | 0  | 0   | 2   |                                                 |
| 20 | Canada             | Curtis Lazar     | C     | 17 | 2  | 2  | 4   | 6   | A commencé la saison avec les Sabres de Buffalo |
| 21 | Canada             | Nick Ritchie     | AG    | 56 | 15 | 11 | 26  | 37  |                                                 |
| 23 | Canada             | Jack Studnicka   | C     | 20 | 1  | 2  | 3   | 0   |                                                 |
| 26 | Suède              | Par Lindholm     | C     | 1  | 0  | 0  | 0   | 0   |                                                 |
| 28 | République tchèque | Ondřej Kaše      | AD    | 3  | 0  | 0  | 0   | 0   |                                                 |
| 37 | Canada             | Patrice Bergeron | C     | 54 | 23 | 25 | 48  | 16  | capitaine de l'équipe                           |
| 46 | République tchèque | David Krejčí     | C     | 51 | 8  | 36 | 44  | 16  | assistant capitaine                             |
| 52 | États-Unis         | Sean Kuraly      | C     | 47 | 4  | 5  | 9   | 20  |                                                 |
| 53 | Canada             | Cameron Hughes   | C     | 1  | 0  | 0  | 0   | 0   |                                                 |
| 62 | Suède              | Oskar Steen      | C     | 3  | 0  | 0  | 0   | 2   |                                                 |
| 63 | États-Unis         | Brad Marchand    | AG    | 53 | 29 | 40 | 69  | 46  | assistant capitaine                             |
| 71 | Canada             | Taylor Hall      | AG    | 16 | 8  | 6  | 14  | 2   | A commencé la saison avec les Sabres de Buffalo |
| 74 | Canada             | Jake DeBrusk     | AG    | 41 | 5  | 9  | 14  | 6   |                                                 |
| 81 | Suède              | Anton Blidh      | AG    | 10 | 1  | 0  | 1   | 6   |                                                 |
| 83 | États-Unis         | Karson Kuhlman   | C     | 20 | 2  | 0  | 2   | 0   |                                                 |
| 88 | République tchèque | David Pastrňák   | AD    | 48 | 20 | 28 | 48  | 24  | -                                               |

## Saison régulière

### Match après match
Cette section présente les résultats de la saison régulière qui s'est déroulée du 13 janvier au 12 mai. Le calendrier de cette dernière est annoncé par la ligue le 23 décembre 2020.
Nota : les résultats sont indiqués dans la boîte déroulante ci-dessous afin de ne pas surcharger l'affichage de la page. La colonne « Fiche » indique à chaque match le parcours de l'équipe au niveau des victoires, défaites et défaites en prolongation ou lors de la séance de tir de fusillade (dans l'ordre). La colonne « Pts » indique les points récoltés par l'équipe au cours de la saison. Une victoire rapporte deux points et une défaite en prolongation, un seul.
| No | Date       | Adversaire | Lieu         | Score    | Buteur(s) des Hurricanes | Fiche   | Pts | Gardien de but | Patinoire                         | Résumé     |
| -- | ---------- | ---------- | ------------ | -------- | --- | ------- | --- | -------------- | --------------------------------- | ---------- |
| 1  | 14 janvier | Devils     | Newark       | 4-1      | Marchand (Krejci - Bergeron) · Ritchie (Marchand - Grzelcyk) · TF : Coyle - Kase - Marchand                                                                                       | 1-0-0   | 2   | Rask           | Prudential Center                 | [ fdm 1 ]  |
| 2  | 16 janvier | Devils     | Newark       | 0-8      | Bergeron (Marchand) | 1-0-1   | 3   | Halak          | Prudential Center                 | [ fdm 2 ]  |
| 3  | 18 janvier | Islanders  | Uniondale    | 3-2      | | 1-1-1   | 3   | Rask           | Nassau Veterans Memorial Coliseum | [ fdm 3 ]  |
| 4  | 21 janvier | Flyers     | Boston       | 2-4      | Studnicka (Krejci - Ritchie) · Coyle (Smith - Miller) · Ritchie (Bergeron - Krejci) · Carlo (Grzelcyk - Marchand) · TF : Smith - Coyle - DeBrusk                                  | 2-1-1   | 5   | Rask           | TD Garden                         | [ fdm 4 ]  |
| 5  | 23 janvier | Flyers     | Boston       | 3-2 (P)  | Bergeron (Ritchie - Krejci) Smith (Coyle - Lauzon) Coyle (Frederic - Smith) Marchand (Bergeron - DeBrusk) Marchand (Ritchie - Zboril) Bergeron (Marchand - McAvoy)                | 3-1-1   | 7   | Halak          | TD Garden                         | [ fdm 5 ]  |
| 6  | 26 janvier | Penguins   | Boston       | 1-3      | Marchand (McAvoy) Ritchie (Marchand - McAvoy) Smith (Krejci - McAvoy) | 4-1-1   | 9   | Rask           | TD Garden                         | [ fdm 6 ]  |
| 7  | 28 janvier | Penguins   | Boston       | 3-7      | Wagner Kuraly (Bjork) Bergeron (Grzelcyk - Coyle) Bergeron (Marchand - McAvoy) | 5-1-1   | 11  | Halak          | TD Garden                         | [ fdm 7 ]  |
| 8  | 30 janvier | Capitals   | Washington   | 0-3      | Ritchie (Krejci - Bergeron) Marchand (McAvoy - Bergeron) McAvoy (Pastrnak - Bergeron)                                                                                             | 5-1-2   | 12  | Rask           | Capital One Arena                 | [ fdm 8 ]  |
| 9  | 01 février | Capitals   | Washington   | 5-1      | Pastrnak (Marchand - Carlo) Pastrnak (Zboril - McAvoy) Smith (Lauzon - Ritchie) Carlo (Kuraly - Wagner) Marchand (Krejci)                                                         | 6-1-2   | 14  | Halak          | Capital One Arena                 | [ fdm 9 ]  |
| 10 | 03 février | Flyers     | Philadelphie | 3-4 (P)  | Pastrnak (McAvoy - Bergeron) Pastrnak (Bergeron - Ritchie) Pastrnak (Marchand - Bergeron) Bergeron (Pastrnak - Krejci)                                                            | 7-1-2   | 16  | Rask           | Wells Fargo Center                | [ fdm 10 ] |
| 11 | 05 février | Flyers     | Philadelphie | 1-2      | Marchand (Pastrnak - McAvoy) Kuraly (Bjork - Krejci) | 8-1-2   | 18  | Rask           | Wells Fargo Center                | [ fdm 11 ] |
| 12 | 10 février | Rangers    | New York     | 0-1      | Wagner Bjork (DeBrusk - Miller) Marchand (McAvoy - Bergeron) | 9-1-2   | 20  | Rask           | Madison Square Garden             | [ fdm 12 ] |
| 13 | 12 février | Rangers    | New York     | 3-2      | Ritchie (Krejci - Lauzon) | 10-1-2  | 22  | Halak          | Madison Square Garden             | [ fdm 13 ] |
| 14 | 13 février | Islanders  | Uniondale    | 2-3      | Marchand (bergeron - Pastrnak) Bergeron (Marchand - Pastrnak) | 10-2-2  | 22  | Rask           | Nassau Veterans Memorial Coliseum | [ fdm 14 ] |
| 15 | 18 février | Devils     | Boston       | 3-0      | DeBrusk Pastrnak (Ritchie - McAvoy) | 10-3-2  | 22  | Halak          | TD Garden                         | [ fdm 15 ] |
| 16 | 21 février | Flyers     | Boston       | 6-2      | Pastrnak (Marchand - Bergeron) McAvoy (Marchand - Clifton) Pastrnak (Ritchie - Vaakanainen) Coyle (Smith) Frederic (Moore - Clifton) Ritchie (Moore - Smith) Pastrnak (Studnicka) | 11-3-2  | 24  | Rask           | TD Garden                         | [ fdm 16 ] |
| 17 | 25 février | Islanders  | Uniondale    | 3-2      | Ritchie (Zboril - Coyle) Smith (DeBrusk - Vaakarainen) | 11-4-2  | 24  | Halak          | Nassau Veterans Memorial Coliseum | [ fdm 17 ] |
| 18 | 26 février | Rangers    | New York     | 6-2      | Bergeron (Pastrnak - Marchand) Marchand (Pastrnak - Zboril) | 11-5-2  | 24  | Rask           | Madison Square Garden             | [ fdm 18 ] |
| 19 | 28 février | Rangers    | New York     | 2-6      | Coyle (Pastrnak - McAvoy) Frederic (Clifton - Studnicka) McAvoy (Pastrnak - Marchand) Coyle (Kuraly)                                                                              | 12-5-2  | 26  | Rask           | Madison Square Garden             | [ fdm 19 ] |
| 20 | 03 mars    | Capitals   | Boston       | 4-0      | Pastrnak (Marchand) · TF : DeBrusk - Pastrnak - Marchand | 12-5-3  | 27  | Rask           | TD Garden                         | [ fdm 20 ] |
| 21 | 05 mars    | Capitals   | Boston       | 2-3 (P)  | Marchand (Bergeron - McAvoy) Frederic (McAvoy - Smith) Bergeron (Pastrnak - Marchand) Marchand (Grzelcyk) Ritchie (Krejci - DeBrusk)                                              | 13-5-3  | 29  | Halak          | TD Garden                         | [ fdm 21 ] |
| 22 | 07 mars    | Devils     | Boston       | 5-4 (P)  | | 13-6-3  | 29  | Rask           | TD Garden                         | [ fdm 22 ] |
| 23 | 09 mars    | Islanders  | Uniondale    | 3-2      | Pastrnak (Marchand - Grzelcyk) · TF : Pastrnak - Coyle - Marchand | 13-6-4  | 30  | Halak          | Nassau Veterans Memorial Coliseum | [ fdm 23 ] |
| 24 | 11 mars    | Rangers    | Boston       | 1-2 (P)  | Pastrnak (Marchand - Bergeron) Bergeron (Marchand) Krejci (Grzelcyk - Marchand) DeBrusk (Krejci)                                                                                  | 14-6-4  | 32  | Halak          | TD Garden                         | [ fdm 24 ] |
| 25 | 13 mars    | Rangers    | Boston       | 0-2      | | 14-7-4  | 32  | Halak          | TD Garden                         | [ fdm 25 ] |
| 26 | 15 mars    | Penguins   | Pittsburgh   | 1-4      | Grzelcyk (Marchand - Pastrnak) | 14-8-4  | 32  | Halak          | PPG Paints Arena                  | [ fdm 26 ] |
| 27 | 16 mars    | Penguins   | Pittsburgh   | 4-8      | Pastrnak (Marchand - Grzelcyk) Frederic (Zboril - Bergeron) | 15-8-4  | 34  | Vladar         | PPG Paints Arena                  | [ fdm 27 ] |
| 28 | 18 mars    | Sabres     | Buffalo      | 1-5      | McKegg (Grzelcyk) DeBrusk (Pastrnak - Krejci) Smith (Krejci - Clifton) Pastrnak (Krejci - Marchand)                                                                               | 16-8-4  | 36  | Halak          | KeyBank Center                    | [ fdm 28 ] |
| 29 | 25 mars    | Islanders  | Boston       | 0-6      | Kuhlman (McAvoy - Bjork) Kampfer (McAvoy - Krejci) Bjork (Coyle - Wagner) | 16-8-5  | 37  | Halak          | TD Garden                         | [ fdm 29 ] |
| 30 | 27 mars    | Sabres     | Boston       | 5-1      | Grzelcyk (Pastrnak - Bergeron) Ritchie (McAvoy - Zboril) Smith (Krejci - Ritchie)                                                                                                 | 17-8-5  | 39  | Vladar         | TD Garden                         | [ fdm 30 ] |
| 31 | 28 mars    | Devils     | Boston       | 4-5 (TF) | | 17-9-5  | 39  | Halak          | TD Garden                         | [ fdm 31 ] |
| 32 | 30 mars    | Devils     | Boston       | 1-5      | itchie (Krejci - Smith) · Marchand (Bergeron - Krejci) · McAvoy (Smith - Marchand) · Grzelcyk (Smith - Krejci) · TF : Coyle - Pastrnak                                            | 18-9-5  | 41  | Halak          | TD Garden                         | [ fdm 32 ] |
| 33 | 01 avril   | Penguins   | Boston       | 3-2 (P)  | Marchand (Bergeron - Zboril) | 18-10-5 | 41  | Vladar         | TD Garden                         | [ fdm 33 ] |
| 34 | 03 avril   | Penguins   | Boston       | 2-5      | Bergeron Pastrnak (Ritchie - Krejci) Marchand (Grzelcyk - Smith) Krejci (Marchand - Pastrnak) Marchand (Smith - McAvoy) Pastrnak (Ritchie) Marchand (Coyle)                       | 19-10-5 | 43  | Halak          | TD Garden                         | [ fdm 34 ] |
| 35 | 05 avril   | Flyers     | Boston       | 3-9      | Kuhlman (Coyle) Bergeron (Pastrnak - Grzelcyk) | 19-10-6 | 44  | Vladar         | TD Garden                         | [ fdm 35 ] |
| 36 | 06 avril   | Flyers     | Philadelphie | 2-3      | Bergeron (Smith - Marchand) Bergeron (Pastrnak - Marchand) Marchand (Lauzon - Clifton) Bergeron (Marchand - Wagner)                                                               | 20-10-6 | 46  | Swayman        | Wells Fargo Center                | [ fdm 36 ] |
| 37 | 08 avril   | Capitals   | Washington   | 1-2      | Lauzon (Marchand - Smith) Blidh Marchand (Bergeron) Smith (Coyle - Zboril) | 21-10-6 | 48  | Swayman        | Capital One Arena                 | [ fdm 37 ] |
| 38 | 10 avril   | Flyers     | Philadelphie | 5-4      | Bergeron (Smith - Marchand) DeBrusk (Smith - Coyle) | 21-11-6 | 48  | Swayman        | Wells Fargo Center                | [ fdm 38 ] |
| 39 | 11 avril   | Capitals   | Boston       | 3-8      | Smith (DeBrusk - Coyle) | 21-12-6 | 48  | Vladar         | TD Garden                         | [ fdm 39 ] |
| 40 | 13 avril   | Sabres     | Boston       | 2-0      | Krejci (Lauzon - Smith) · Smith · TF : Coyle - DeBrusk | 22-12-6 | 50  | Swayman        | TD Garden                         | [ fdm 40 ] |
| 41 | 15 avril   | Islanders  | Boston       | 4-1      | Marchand (Bergeron - Reilly) Smith (Krejci - McAvoy) Hall (Pastrnak) Marchand (Pastrnak)                                                                                          | 23-12-6 | 52  | Rask           | TD Garden                         | [ fdm 41 ] |
| 42 | 16 avril   | Islanders  | Boston       | 2-4      | Pastrnak (Reilly - Bergeron) Hall (Krejci - Kampfer) Lazar | 24-12-6 | 54  | Swayman        | TD Garden                         | [ fdm 42 ] |
| 43 | 18 avril   | Capitals   | Boston       | 4-3      | Bergeron (Marchand) Krejci (Clifton - Smith) Marchand (Pastrnak - Bergeron) Krejci (Smith - Hall) Bergeron (Pastrnak - Marchand) Marchand (Pastrnak)                              | 25-12-6 | 56  | Rask           | TD Garden                         | [ fdm 43 ] |
| 44 | 20 avril   | Sabres     | Buffalo      | 4-2      | Marchand (Pastrnak - Reilly) Clifton (Kuraly - Lazar) | 26-12-6 | 58  | Rask           | KeyBank Center                    | [ fdm 44 ] |
| 45 | 22 avril   | Sabres     | Buffalo      | 3-5      | Marchand (Bergeron - Reilly) Grzelcyk (McAvoy - Pastrnak) Pastrnak (Marchand - Grzelcyk) Ritchie (DeBrusk - Coyle) Krejci (Lauzon - Hall                                          | 27-12-6 | 60  | Swayman        | KeyBank Center                    | [ fdm 45 ] |
| 46 | 23 avril   | Sabres     | Buffalo      | 1-4      | Kampfer (Hall - Rask) Ritchie (Kampfer - DeBrusk) Miller (Kampfer - Kuraly) Hall (McAvoy - Krejci)                                                                                | 27-13-6 | 60  | Halak          | KeyBank Center                    | [ fdm 46 ] |
| 47 | 25 avril   | Penguins   | Pittsburgh   | 2-5      | | 27-14-6 | 60  | Swayman        | PPG Paints Arena                  | [ fdm 47 ] |
| 48 | 27 avril   | Penguins   | Pittsburgh   | 0-3      | Krejci (McAvoy - Rask) Marchand (Pastrnak - Lazar) Hall (Krejci - Reilly) | 28-14-6 | 62  | Rask           | PPG Paints Arena                  | [ fdm 48 ] |
| 49 | 29 avril   | Sabres     | Boston       | 3-4      | Pastrnak (Bergeron - Marchand) Krejci (McAvoy - Smith) Coyle Hall (Krejci - Smith) Marchand                                                                                       | 29-14-6 | 64  | Rask           | TD Garden                         | [ fdm 49 ] |
| 50 | 01 mai     | Sabres     | Boston       | 5-4 (P)  | Smith (Krejci - Hall) Kuraly (Ritchie) Bergeron (Lauzon - Marchand) Ritchie (Grzelcyk - Miller) Smith (Reilly - Krejci) Smith (Krejci - Hall)                                     | 30-14-6 | 66  | Swayman        | TD Garden                         | [ fdm 50 ] |
| 51 | 03 mai     | Devils     | Newark       | 2-3      | Ritchie (Zboril - Kuraly) Bergeron (Marchand) Grzelcyk (Marchand - Bergeron) | 31-14-6 | 68  | Rask           | Prudential Center                 | [ fdm 51 ] |
| 52 | 04 mai     | Devils     | Newark       | 3-2      | Bergeron (Pastrnak - Grzelcyk) Hall (Grzelcyk - Krejci) Kuraly (Pastrnak - Reilly)                                                                                                | 31-14-7 | 69  | Halak          | Prudential Center                 | [ fdm 52 ] |
| 53 | 06 mai     | Rangers    | Boston       | 3-2      | Bergeron (Marchand) McAvoy (Marchand - Pastrnak) DeBrusk (Krejci - Hall) Carlo (Krejci)                                                                                           | 32-14-7 | 71  | Swayman        | TD Garden                         | [ fdm 53 ] |
| 54 | 08 mai     | Rangers    | Boston       | 2-1      | Ritchie (DeBrusk - McAvoy) Pastrnak (Marchand) Marchand (Krejci) Bergeron (Grzelcyk - McAvoy)                                                                                     | 32-15-7 | 71  | Rask           | TD Garden                         | [ fdm 54 ] |
| 55 | 10 mai     | Islanders  | Boston       | 0-6      | Hall (Krejci - Marchand) Marchand (Krejci - Pastrnak) Hall (Krejci - Reilly) | 33-15-7 | 73  | Rask           | TD Garden                         | [ fdm 55 ] |
| 56 | 11 mai     | Capitals   | Washington   | 1-5      | Lazar (Tinordi - DeBrusk) | 33-16-7 | 73  | Swayman        | Capital One Arena                 | [ fdm 56 ] |

### Classement de l'équipe
L'équipe des Bruins finit à la troisième place de la division Est Mutual et se qualifient pour les Séries éliminatoires, Les Penguins de Pittsburgh sont sacrés champions de la division. Au niveau de la Ligue nationale de hockey, cela les place à la dixième place, les premiers étant l'Avalanche du Colorado avec huitante-deux points.
| Clt   | Équipe                 | PJ | V  | D  | DP | BP  | BC  | Pts |
| ----- | ---------------------- | -- | -- | -- | -- | --- | --- | --- |
| +001, | Penguins de Pittsburgh | 56 | 37 | 16 | 3  | 196 | 156 | 77  |
| +002, | Capitals de Washington | 56 | 36 | 15 | 5  | 191 | 163 | 77  |
| +003, | Bruins de Boston       | 56 | 33 | 16 | 7  | 168 | 136 | 73  |
| +004, | Islanders de New York  | 56 | 32 | 17 | 7  | 156 | 128 | 71  |
| +005, | Rangers de New York    | 56 | 27 | 23 | 6  | 177 | 157 | 60  |
| +006, | Flyers de Philadelphie | 56 | 25 | 23 | 8  | 163 | 201 | 58  |
| +007, | Devils du New Jersey   | 56 | 19 | 30 | 7  | 145 | 194 | 45  |
| +008, | Sabres de Buffalo      | 56 | 15 | 34 | 7  | 138 | 199 | 37  |

- Vainqueur de division
- Équipe qualifiée pour les séries

Avec cent-soixante-huit buts inscrits, les Bruins possèdent la quatorzième attaque de la ligue, les meilleures étant l'Avalanche du Colorado avec cent-nonante-sept buts comptabilisés et les moins performants étant les Ducks d'Anaheim avec cent-vingt-six buts. Au niveau défensif, les Bruins accordent cent-trente-six buts, soit une cinquième place pour la ligue, les Golden Knights de Vegas est l'équipe qui a concédé le moins de buts (cent-vingt-quatre) alors qu'au contraire, les Flyers de Philadelphie en accordent deux-cent-un buts.

### Meneurs de la saison
Bradley Marchand est le joueur des Bruins qui a inscrit le plus de buts (vingt-neuf), le classant à la 6e position au niveau de la ligue. Ce classement est remporté par Auston Matthews des Maple Leafs de Toronto avec quarante et une réalisations. 
Le joueur comptabilisant le plus d'aides chez les Bruins est Bradley Marchand avec quarante, ce qui le classe au 10e rang au niveau de la ligue. le meilleur étant Connor McDavid des Oilers d'Edmonton avec septante et une passes comptabilisées.
Bradley Marchand, obtenant un total de soixante-neuf points est le joueur des Bruins le mieux placé au classement par point, terminant à la 3e place au niveau de la ligue. Connor McDavid en comptabilise cent-quatre pour remporter ce classement.
Au niveau des défenseurs, Charlie McAvoy est le défenseur le plus prolifique de la saison avec un total de trente points, terminant à la 25e place au niveau de la ligue. Tyson Barrie des Oilers d'Edmonton est le défenseur comptabilisant le plus de points avec un total de quarante-huit.
Concernant les Gardien, Tuuka Rask accorde cinquante-trois buts en mille-trois-cent-nonante-sept minutes, pour un pourcentage d’arrêt de nonante et un, trois et Jaroslav Halák accorde quarante-six buts en mille-nonante minutes, pour un pourcentage d'arrêt de nonante, cinq. Jack Campbell est le gardien ayant accordé le moins de buts (quarante-trois) et Connor Hellebuyck le plus (cent-douze), Hellebuyck est également le gardien disputant le plus de minutes de jeu (deux-mille-six-cent-deux), Alexander Nedeljkovic est le gardien présentant le meilleur taux d’arrêts avec (nonante-trois, deux) et Carter Hart le pire (huitante-sept, sept.
À propos des recrues, Jakub Zbořil comptabilise neuf points, finissant à la 43e place au niveau de la ligue. Kirill Kaprizov du Wild du Minnesota est la recrue la plus prolifique avec un total de cinquante et un point.
Enfin, au niveau des pénalités, les Bruins ont totalisé cinq-cent-trente-trois minutes de pénalité dont soixante-cinq minutes pour Trent Frederic, ils sont la cinquième équipe la plus pénalisée de la saison. Le joueur le plus pénalisé de la ligue est Tom Wilson des Capitals de Washington avec nonante-six minutes et l'équipe la plus pénalisée est le Lightning de Tampa Bay.

## Séries éliminatoires

### Déroulement des séries

#### Premier tour contre les Capitals
Les Capitals finissent la saison régulière avec 77 points, le même total que les Penguins de Pittsburgh et avec également le même nombre de victoires au cours du temps de jeu réglementaire. Pour départager les équipes, les victoires, temps réglementaire et prolongation inclus, mais sans compter les victoires lors de la séance des tirs de fusillade sont comptabilisées ; Washington en comptant une de moins que Pittsburgh, les Capitals sont donc deuxièmes de la division Est. Ils sont opposés aux Bruins de Boston, troisième meilleure équipe de la division.
| 15 mai 2021 | Washington | 3-2 (pr) (1-1, 1-1, 0-0, 1-0) | Boston | Capital One Arena 5 333 spectateurs |

| Feuille de match                             | Feuille de match                                                                                                 | Feuille de match    | Feuille de match                                                            | Feuille de match                                              |
| -------------------------------------------- | --- | ------------------- | --------------------------------------------------------------------------- | ------------------------------------------------------------- |
|                                              | Wilson (Oshie, Sprong) — 6 min 22 s Dillon (Mantha, Ovetchkine) — 28 min 44 s Dowd (Oshie, Wilson) — 64 min 41 s | 1-0 1-1 2-1 2-2 3-2 | DeBrusk (Lazar) — 13 min 10 s Ritchie (Pastrňák, McAvoy) — 36 min 38 s (SN) | Arbitrage : Gord Dwyer, TJ Luxmore Michel Cormier, Ryan Daisy |
| Vaněček (13 min 10 s) Anderson (51 min 31 s) | Gardiens | Rask                |                                                                             | Arbitrage : Gord Dwyer, TJ Luxmore Michel Cormier, Ryan Daisy |
| 8 min                                        | Pénalités | 2 min               |                                                                             | Arbitrage : Gord Dwyer, TJ Luxmore Michel Cormier, Ryan Daisy |
| 32                                           | Tirs | 26                  |                                                                             | Arbitrage : Gord Dwyer, TJ Luxmore Michel Cormier, Ryan Daisy |

| 17 mai 2021 | Washington | 3-4 (pr) (2-2, 0-0, 1-1, 0-1) | Boston | Capital One Arena 5 333 spectateurs |

| Feuille de match | Feuille de match | Feuille de match            | Feuille de match | Feuille de match                                            |
| ---------------- | --- | --------------------------- | --- | ----------------------------------------------------------- |
|                  | Oshie (Ovetchkine, Carlson) — 6 min 31 s (SN) Hathaway (Orlov, Eller) — 16 min 42 s Hathaway (Orlov, Hagelin) — 47 min 4 s | 0-1 1-1 1-2 2-2 3-2 3-3 3-4 | DeBrusk (Coyle, Ritchie) — 5 min 5 s Bergeron (Pastrňák) — 9 min 21 s Hall (Smith, Grzelcyk) — 57 min 11 s Marchand (Grzelcyk, Krejčí) — 60 min 39 s | Arbitrage : Chris Lee, Jean Hebert Devin Berg, Vaughan Rody |
| Anderson         | Gardiens | Rask                        | | Arbitrage : Chris Lee, Jean Hebert Devin Berg, Vaughan Rody |
| 12 min           | Pénalités | 16 min                      | | Arbitrage : Chris Lee, Jean Hebert Devin Berg, Vaughan Rody |
| 39               | Tirs | 48                          | | Arbitrage : Chris Lee, Jean Hebert Devin Berg, Vaughan Rody |

| 19 mai 2021 | Boston | 3-2 (2 pr) (0-0, 1-2, 1-0, 0-0, 1-0) | Washington | TD Garden 4 565 spectateurs |

| Feuille de match | Feuille de match                                                                              | Feuille de match    | Feuille de match                                                     | Feuille de match                                               |
| ---------------- | --------------------------------------------------------------------------------------------- | ------------------- | -------------------------------------------------------------------- | -------------------------------------------------------------- |
|                  | Hall (Smith) — 29 min 17 s Marchand (Bergeron, McAvoy) — 51 min 32 s (SN) Smith — 85 min 48 s | 0-1 1-1 1-2 2-2 3-2 | Ovetchkine (Mantha) — 28 min 21 s (SN) Dowd (Hathaway) — 38 min 15 s | Arbitrage : Dan O'Rourke, Kyle Rehman Vaughan Rody, Devin Berg |
| Rask             | Gardiens                                                                                      | Samsonov            |                                                                      | Arbitrage : Dan O'Rourke, Kyle Rehman Vaughan Rody, Devin Berg |
| 10 min           | Pénalités                                                                                     | 10 min              |                                                                      | Arbitrage : Dan O'Rourke, Kyle Rehman Vaughan Rody, Devin Berg |
| 43               | Tirs                                                                                          | 37                  |                                                                      | Arbitrage : Dan O'Rourke, Kyle Rehman Vaughan Rody, Devin Berg |

| 21 mai 2021 | Boston | 4-1 (0-0, 1-0, 3-1) | Washington | TD Garden 4 565 spectateurs |

| Feuille de match | Feuille de match | Feuille de match    | Feuille de match                                   | Feuille de match                                              |
| ---------------- | --- | ------------------- | -------------------------------------------------- | ------------------------------------------------------------- |
|                  | Marchand (Pastrňák, McAvoy) — 28 min (SN) Pastrňák (McAvoy, Krejčí) — 40 min 29 s (SN) Coyle (DeBrusk) — 41 min 3 s Grzelcyk (McAvoy, Hall) — 54 min 50 s (SN) | 1-0 2-0 3-0 3-1 4-1 | Ovetchkine (Carlson, Bäckström) — 44 min 54 s (SN) | Arbitrage : Gord Dwyer, TJ Luxmore Michel Cormier, Ryan Daisy |
| Rask             | Gardiens | Samsonov            |                                                    | Arbitrage : Gord Dwyer, TJ Luxmore Michel Cormier, Ryan Daisy |
| 18 min           | Pénalités | 14 min              |                                                    | Arbitrage : Gord Dwyer, TJ Luxmore Michel Cormier, Ryan Daisy |
| 37               | Tirs | 20                  |                                                    | Arbitrage : Gord Dwyer, TJ Luxmore Michel Cormier, Ryan Daisy |

| 23 mai 2021 | Washington | 1-3 (0-0, 0-2, 1-1) | Boston | Capital One Arena 5 333 spectateurs |

| Feuille de match | Feuille de match                    | Feuille de match | Feuille de match                                                                                | Feuille de match                                                 |
| ---------------- | ----------------------------------- | ---------------- | ----------------------------------------------------------------------------------------------- | ---------------------------------------------------------------- |
|                  | Sheary (Oshie, Orlov) — 40 min 11 s | 0-1 0-2 1-2 1-3  | Pastrňák (Reilly) — 22 min 28 s Bergeron (Reilly, Pastrňák) — 34 min 5 s Bergeron — 52 min 25 s | Arbitrage : Chris Lee, Jean Hebert Andrew Smith, Matt MacPherson |
| Samsonov         | Gardiens                            | Rask             |                                                                                                 | Arbitrage : Chris Lee, Jean Hebert Andrew Smith, Matt MacPherson |
| 8 min            | Pénalités                           | 10 min           |                                                                                                 | Arbitrage : Chris Lee, Jean Hebert Andrew Smith, Matt MacPherson |
| 41               | Tirs                                | 19               |                                                                                                 | Arbitrage : Chris Lee, Jean Hebert Andrew Smith, Matt MacPherson |

- Cet article est partiellement ou en totalité issu de l'article intitulé « Séries éliminatoires de la Coupe Stanley 2021 » (voir la liste des auteurs).

#### Deuxième tour contre les Islanders
Lors du premier tour de la division Est, les deux équipes les moins bien classées ont éliminé les deux premières formations. Cette série voit dopnc l'opposition entre les Bruins de Boston, vainqueurs en 5 matchs des Capitals, et les Islanders de New York qui ont battu en six matchs les joueurs de Pittsburgh. C'est la troisième fois que les deux équipes se rencontrent en séries, la dernière confrontation datant de 1983 et les deux séries précédentes ayant tourné à l'avantage des joueurs de Long Island. De même au cours de la saison régulière, les Islanders l'ont emporté 5 fois sur les Bruins. 
| 29 mai | Boston | 5-2 (1-1, 1-1, 3-0) | New York | TD Garden 17 400 spectateurs |

| Feuille de match | Feuille de match | Feuille de match            | Feuille de match                                                                       | Feuille de match                                                            |
| ---------------- | --- | --------------------------- | -------------------------------------------------------------------------------------- | --------------------------------------------------------------------------- |
|                  | Pastrňák (Krejčí, Bergeron) — 19 min 36 s (SN) Pastrňák (Bergeron, Marchand) — 31 min 8 s McAvoy (Krejčí) — 46 min 20 s Pastrňák — 55 min 50 s Hall (Krejčí, Reilly) — 58 min 35 s (SN + CV) | 0-1 1-1 2-1 2-2 3-2 4-2 5-2 | Beauvillier (Dobson, Eberle) — 11 min 48 s (SN) Pelech (Eberle, Komarov) — 32 min 34 s | Arbitrage : Francois StLaurent, Francis Charron Bryan Pancich, Andrew Smith |
| Rask             | Gardiens | Sorokine                    |                                                                                        | Arbitrage : Francois StLaurent, Francis Charron Bryan Pancich, Andrew Smith |
| 6 min            | Pénalités | 4 min                       |                                                                                        | Arbitrage : Francois StLaurent, Francis Charron Bryan Pancich, Andrew Smith |
| 40               | Tirs | 22                          |                                                                                        | Arbitrage : Francois StLaurent, Francis Charron Bryan Pancich, Andrew Smith |

| 31 mai | Boston | 3-4 (pr) (1-0, 0-3, 2-0, 0-1) | New York | TD Garden 17 400 spectateurs |

| Feuille de match | Feuille de match | Feuille de match            | Feuille de match | Feuille de match                                                     |
| ---------------- | --- | --------------------------- | --- | -------------------------------------------------------------------- |
|                  | Coyle (Ritchie, Kuhlman) — 2 min 38 s Bergeron (Marchand, Pastrňák) — 50 min 34 s Marchand (McAvoy) — 55 min 6 s (SN) | 1-0 1-1 1-2 1-3 2-3 3-3 3-4 | Bailey (Palmieri, Nelson) — 26 min 52 s (SN) Palmieri (Leddy, Pageau) — 31 min Pageau (Beauvillier, Barzal) — 37 min 21 s (SN) Cizikas — 74 min 48 s | Arbitrage : Dan O'Rourke, Gord Dwyer Michel Cormier, Matt MacPherson |
| Rask             | Gardiens | Varlamov                    | | Arbitrage : Dan O'Rourke, Gord Dwyer Michel Cormier, Matt MacPherson |
| 1 min            | Pénalités | 8 min                       | | Arbitrage : Dan O'Rourke, Gord Dwyer Michel Cormier, Matt MacPherson |
| 42               | Tirs | 39                          | | Arbitrage : Dan O'Rourke, Gord Dwyer Michel Cormier, Matt MacPherson |

| 3 juin | New York | 1-2 (pr) (0-1, 0-0, 1-0, 0-1) | Boston | Nassau Coliseum 12 000 spectateurs |

| Feuille de match | Feuille de match                        | Feuille de match | Feuille de match                                                              | Feuille de match                                                         |
| ---------------- | --------------------------------------- | ---------------- | ----------------------------------------------------------------------------- | ------------------------------------------------------------------------ |
|                  | Barzal (Palmieri, Pulock) — 54 min 34 s | 0-1 1-1 1-2      | Smith (Hall, Grzelcyk) — 5 min 52 s Marchand (McAvoy, Bergeron) — 63 min 36 s | Arbitrage : Brian Pochmara, Kelly Sutherland Mark Shewchyk, Ryan Gibbons |
| Varlamov         | Gardiens                                | Rask             |                                                                               | Arbitrage : Brian Pochmara, Kelly Sutherland Mark Shewchyk, Ryan Gibbons |
| 4 min            | Pénalités                               | 6 min            |                                                                               | Arbitrage : Brian Pochmara, Kelly Sutherland Mark Shewchyk, Ryan Gibbons |
| 29               | Tirs                                    | 41               |                                                                               | Arbitrage : Brian Pochmara, Kelly Sutherland Mark Shewchyk, Ryan Gibbons |

| 5 juin | New York | 4-1 (0-0, 1-1, 3-0) | Boston | Nassau Coliseum 12 000 spectateurs |

| Feuille de match | Feuille de match | Feuille de match    | Feuille de match                               | Feuille de match                                               |
| ---------------- | --- | ------------------- | ---------------------------------------------- | -------------------------------------------------------------- |
|                  | Palmieri (Barzal, Eberle) — 26 min 38 s Barzal (Mayfield, Dobson) — 53 min 3 s Cizikas (Clutterbuck) — 58 min 57 s (CV) Pageau (Komarov) — 59 min 57 s (CV) | 0-1 1-1 2-1 3-1 4-1 | Krejčí (Marchand, Pastrňák) — 23 min 57 s (SN) | Arbitrage : Jean Hebert, Chris Lee Andrew Smith, Bryan Pancich |
| Varlamov         | Gardiens | Rask                |                                                | Arbitrage : Jean Hebert, Chris Lee Andrew Smith, Bryan Pancich |
| 16 min           | Pénalités | 14 min              |                                                | Arbitrage : Jean Hebert, Chris Lee Andrew Smith, Bryan Pancich |
| 34               | Tirs | 29                  |                                                | Arbitrage : Jean Hebert, Chris Lee Andrew Smith, Bryan Pancich |

| 7 juin | Boston | 4-5 (1-1, 1-3, 2-1) | New York | TD Garden 17 400 spectateurs |

| Feuille de match                    | Feuille de match | Feuille de match                    | Feuille de match | Feuille de match                                                            |
| ----------------------------------- | --- | ----------------------------------- | --- | --------------------------------------------------------------------------- |
|                                     | Pastrňák (McAvoy, Marchand) — 1 min 25 s Marchand (Pastrňák, McAvoy) — 27 min 27 s Pastrňák (McAvoy, Bergeron) — 43 min 48 s (SN) Krejčí (Smith, Reilly) — 54 min 43 s | 1-0 1-1 1-2 2-2 2-3 2-4 2-5 3-5 4-5 | Barzal (Dobson, Eberle) — 18 min 49 s (SN) Palmieri (Bailey, Leddy) — 24 min 49 s (SN) Bailey (Pageau, Beauvillier) — 34 min 30 s Eberle (Barzal, Dobson) — 36 min 38 s (SN) Nelson (Beauvillier, Pelech) — 41 min 59 s | Arbitrage : Francis Charron, Francois StLaurent Devin Berg, David Brisebois |
| Rask (40 min) Swayman (18 min 34 s) | Gardiens | Varlamov                            | | Arbitrage : Francis Charron, Francois StLaurent Devin Berg, David Brisebois |
| 8 min                               | Pénalités | 4 min                               | | Arbitrage : Francis Charron, Francois StLaurent Devin Berg, David Brisebois |
| 44                                  | Tirs | 19                                  | | Arbitrage : Francis Charron, Francois StLaurent Devin Berg, David Brisebois |

| 9 juin | New York | 6-2 (1-1, 3-0, 2-1) | Boston | Nassau Coliseum 12 000 spectateurs |

| Feuille de match | Feuille de match | Feuille de match                | Feuille de match                                                                            | Feuille de match                                                 |
| ---------------- | --- | ------------------------------- | ------------------------------------------------------------------------------------------- | ---------------------------------------------------------------- |
|                  | Zajac (Dobson, Pageau) — 8 min 52 s Nelson (Bailey, Leddy) — 25 min 20 s Nelson (Bailey) — 32 min 39 s Palmieri — 36 min 7 s Clutterbuck (Pageau, Cizikas) — 59 min 1 s (CV) Pulock — 59 min 12 s (CV) | 1-0 1-1 2-1 3-1 4-1 4-2 5-2 6-2 | Marchand (Pastrňák, Krejčí) — 17 min 36 s (SN) Marchand (Krejčí, McAvoy) — 45 min 38 s (SN) | Arbitrage : Gord Dwyer, Dan O'Rourke Bryan Pancich, Andrew Smith |
| Varlamov         | Gardiens | Rask                            |                                                                                             | Arbitrage : Gord Dwyer, Dan O'Rourke Bryan Pancich, Andrew Smith |
| 6 min            | Pénalités | 2 min                           |                                                                                             | Arbitrage : Gord Dwyer, Dan O'Rourke Bryan Pancich, Andrew Smith |
| 29               | Tirs | 25                              |                                                                                             | Arbitrage : Gord Dwyer, Dan O'Rourke Bryan Pancich, Andrew Smith |

- Cet article est partiellement ou en totalité issu de l'article intitulé « Séries éliminatoires de la Coupe Stanley 2021 » (voir la liste des auteurs).

### Statistiques des joueurs
| No | Nationalité | Joueur         | PJ | V | D | Min | BC | BL | Moy  | %Arr | A | Pun |
| -- | ----------- | -------------- | -- | - | - | --- | -- | -- | ---- | ---- | - | --- |
| 1  | États-Unis  | Jeremy Swayman | 1  | 0 | 1 | 19  | 1  | 0  | 3,23 | 66,7 | 0 | 0   |
| 40 | Finlande    | Tuukka Rask    | 11 | 6 | 4 | 688 | 27 | 0  | 2,36 | 91,9 | 0 | 0   |

| No | Nationalité | Joueur         | PJ | B | A  | Pts | Pun |
| -- | ----------- | -------------- | -- | - | -- | --- | --- |
| 6  | États-Unis  | Mike Reilly    | 11 | 0 | 4  | 4   | 8   |
| 25 | États-Unis  | Brandon Carlo  | 8  | 0 | 0  | 0   | 4   |
| 48 | États-Unis  | Matt Grzelcyk  | 11 | 1 | 3  | 4   | 4   |
| 55 | Canada      | Jérémy Lauzon  | 7  | 0 | 0  | 0   | 2   |
| 73 | États-Unis  | Charlie McAvoy | 11 | 1 | 11 | 12  | 4   |
| 75 | États-Unis  | Connor Clifton | 10 | 0 | 0  | 0   | 2   |
| 84 | États-Unis  | Jarred Tinordi | 4  | 0 | 0  | 0   | 5   |
| 86 | États-Unis  | Kevan Miller   | 4  | 0 | 1  | 1   | 0   |

| No | Nationalité        | Joueur           | Poste | PJ | B | A | Pts | Pun |
| -- | ------------------ | ---------------- | ----- | -- | - | - | --- | --- |
| 12 | États-Unis         | Craig Smith      | AD    | 10 | 2 | 3 | 5   | 4   |
| 13 | États-Unis         | Charlie Coyle    | C     | 11 | 2 | 1 | 3   | 6   |
| 14 | États-Unis         | Chris Wagner     | AD    | 11 | 0 | 0 | 0   | 2   |
| 20 | Canada             | Curtis Lazar     | C     | 10 | 0 | 1 | 1   | 0   |
| 21 | Canada             | Nick Ritchie     | AG    | 11 | 1 | 3 | 4   | 10  |
| 37 | Canada             | Patrice Bergeron | C     | 11 | 4 | 5 | 9   | 4   |
| 46 | République tchèque | David Krejčí     | C     | 11 | 2 | 7 | 9   | 2   |
| 52 | États-Unis         | Sean Kuraly      | C     | 11 | 0 | 0 | 0   | 6   |
| 63 | États-Unis         | Brad Marchand    | AG    | 11 | 8 | 4 | 12  | 12  |
| 71 | Canada             | Taylor Hall      | AG    | 11 | 3 | 2 | 5   | 9   |
| 74 | Canada             | Jake DeBrusk     | AG    | 10 | 2 | 1 | 3   | 2   |
| 83 | États-Unis         | Karson Kuhlman   | C     | 3  | 0 | 1 | 1   | 2   |
| 88 | République tchèque | David Pastrňák   | AD    | 11 | 7 | 8 | 15  | 8   |